# 아리아 (저장 엔진)
아리아(Aria)는 MySQL과 MariaDB를 위한 새로운 스토리지 엔진이다. 그 목적은 MyISAM을 대체 가능한 감수성이 있는 것으로 만들기 위한 것이었다. 아직 데이터베이스 트랜잭션을 지원하지 않지만 향후 데이터베이스 트랜잭션에 대한 공식적인 대응이 예정되어 있다. 이라아의 장기적인 목표는 트랙잭션 대응·미대응 양쪽에 있어 MySQL 표준 스토리지 엔진으로 되는 것이다. 2007년부터 개발이 시작되어 마이클 몬티 위데니어스가 블로그에서 처음 발표했다. 이전 마리아라는 명칭이었지만, 2010년 중반 Aria로 개명했다.

## 같이 보기
- Falcon
- InnoDB
- MyISAM
- Monty Program Ab